# ファカカカイ
ファカカカイ（トンガ語: Fakakakai）は、 トンガのハアノ島にある村。人口150人。